# Arch
Arch es una comuna suiza del cantón de Berna, situada en el distrito administrativo del Seeland. Limita al norte con las comunas de Grenchen (SO) y Bettlach (SO), al este con Leuzigen, al sur con Bibern (SO), y al oeste con Rüti bei Büren. 
La comuna estuvo situada hasta el 31 de diciembre de 2009 en el distrito de Büren.

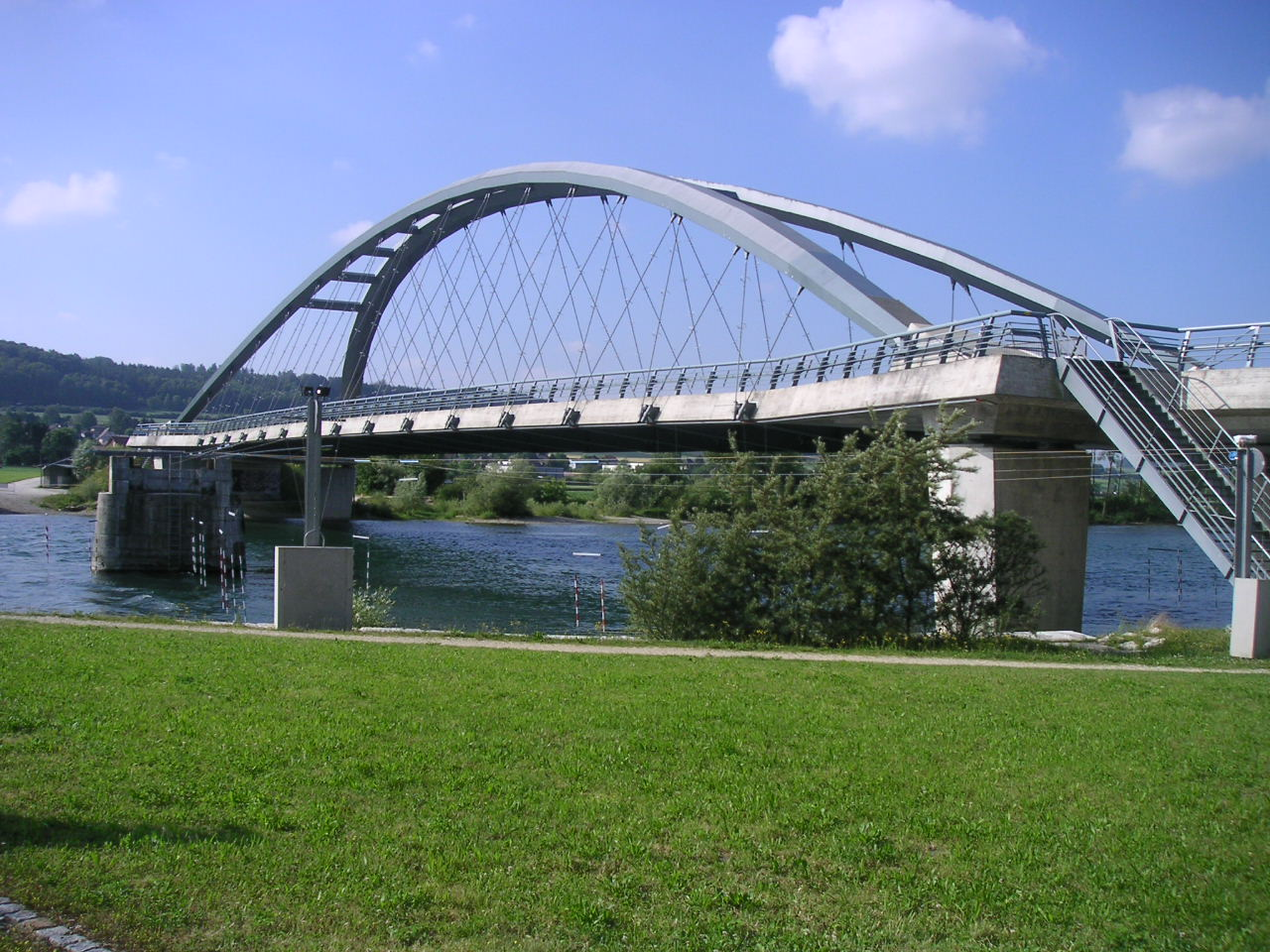
Puente sobre el río Aar en Arch.